# Randy Couture
Randy Duane Couture (ur. 22 czerwca 1963 w Everett) – amerykański zapaśnik oraz zawodnik mieszanych sztuk walki, a także aktor filmów akcji. Był wielokrotnym mistrzem wagi półciężkiej i ciężkiej UFC. Jest członkiem Galerii Sław UFC.

## Kariera sportowa

### Zapasy
W swojej karierze zapaśniczej czterokrotnie zdobył mistrzostwo USA w zapasach w stylu klasycznym: dwukrotnie w kategorii 90 kg (1990, 1993) i dwukrotnie w 97 kg (1997, 1999). Dwukrotnie reprezentował kraj na mistrzostwach świata w zapasach i był rezerwowym reprezentantem USA na trzech igrzyskach olimpijskich (1988, 1992, 1996). Złoty medalista Igrzysk Panamerykańskich z 1991 roku. Pięciokrotny medalista Mistrzostw Panamerykańskich, złoty z 1991 roku. Trzeci w Pucharze Świata w 1991 i 1992; piąty w 1990 i 1995 roku.

### Mieszane sztuki walki
W swoim debiucie, w 1997 roku wygrał turniej UFC 13. W październiku tego roku, po zwycięstwie nad Maurice’em Smithem, został po raz pierwszy mistrzem UFC wagi ciężkiej. Następnie odszedł z tej organizacji i związał się z japońską organizacją Rings.
W 2000 roku powrócił do UFC i po pokonaniu Kevina Randlemana ponownie został mistrzem wagi ciężkiej. W 2001 roku wystartował w turnieju finałowym Rings, jednak przegrał przez poddanie z Valentijnem Overeemem. Następnie dwukrotnie obronił pas mistrzowski UFC w walkach z Pedro Rizzo, po czym stracił go na rzecz Josha Barnetta. Jednak po tej walce w organizmie Barnetta wykryto niedozwolone substancje, w wyniku czego odebrano mu tytuł i zdyskwalifikowano. W tej sytuacji zorganizowano walkę o wakujący pas mistrzowski i wyznaczono do niej Couture’a oraz Ricco Rodrigueza. Couture doznał dotkliwej porażki. 
Wkrótce potem postanowił przenieść się do wagi półciężkiej. W czerwcu 2003 roku pokonał Chucka Liddella w walce o tymczasowy pas mistrzowski. Następnie, we wrześniu 2003 roku, wygrał z mistrzem tej kategorii wagowej, Tito Ortizem, stając się tym samym pierwszym zawodnikiem w historii UFC, który zdobył pas mistrzowski dwóch kategorii wagowych. Mistrzostwo stracił na rzecz Vitora Belforta, lecz już pół roku później odzyskał je, pokonując Belforta przez techniczny nokaut. 
W 2005 roku został trenerem jednej z drużyn w reality show "The Ultimate Fighter". Drugim trenerem został Chuck Liddell i to za nim Couture spotkał się w kolejnej walce − został znokautowany już na początku starcia i stracił pas mistrzowski. Po raz trzeci walczył z Liddellem w lutym 2006 roku. Ponownie przegrał przed czasem, po czym ogłosił zakończenie sportowej kariery. 
Powrócił jednak do oktagonu, aby w marcu 2007 roku zmierzyć się z młodszym o 13 lat, 15 kilogramów cięższym i wyższym o 20 centymetrów mistrzem wagi ciężkiej Timem Sylvią. Mimo 43 lat Couture zdominował Sylvię, wygrywając przez jednogłośną decyzję. Został pierwszym zawodnikiem w historii UFC, który pięciokrotnie sięgnął po pas mistrzowski. W sierpniu 2007 roku, broniąc mistrzostwa, pokonał przez techniczny nokaut Gabriela Gonzagę.
Po tym jak mistrz wagi ciężkiej PRIDE FC Fiodor Jemieljanienko oznajmił, że nie zamierza wiązać się z UFC Couture ponownie ogłosił zakończenie kariery, tłumacząc iż walka z Rosjaninem była jego ostatnim wyzwaniem w MMA. Do tej decyzji skłonił go też konflikt na tle finansowym z władzami UFC. Jednak niecały rok później podpisał z UFC nową umowę na kolejne 3 walki. Pierwsza z nich odbyła się 15 listopada 2008 roku na UFC 91 przeciwko Brockowi Lesnarowi. Jej stawką był tytuł mistrza wagi ciężkiej UFC. Couture przegrał poprzez TKO w drugiej rundzie. Po kolejnej porażce, tym razem z Antonio Rodrigo "Minotauro" Nogueirą, zdecydował się na powrót do wagi półciężkiej. 
14 listopada 2009 roku pokonał przez jednogłośną decyzję Brandona Verę, a 6 lutego 2010 roku przed czasem Marka Colemana. 28 sierpnia 2010 roku wygrał przez poddanie z bokserem Jamesem Toneyem.
30 kwietnia 2011 roku w Toronto podczas UFC 129 został znokautowany kopnięciem frontalnym z wyskoku przez byłego mistrza UFC w wadze półciężkiej, Lyoto Machidę. Po tej walce blisko 48-letni Couture ogłosił zakończenie sportowej kariery.

## Lista osiągnięć
Zapasy:
- Igrzyska panamerykańskie
  - 1991: 1. miejsce w kat. 90 kg st. klasyczny (Hawana)

- Mistrzostwa Panamerykańskie
  - 1990: 2. miejsce w kat. 90 kg st. klasyczny (Colorado Springs)
  - 1991: 1. miejsce w kat. 90 kg st. klasyczny
  - 1992: 2. miejsce w kat. 90 kg st. klasyczny (Albany)
  - 1997: 3. miejsce w kat. 97 kg st. klasyczny (San Juan)
  - 1998: 2. miejsce w kat. 97 kg st. klasyczny (Winnipeg)

- Puchar Świata
  - 1991: 3. miejsce w kat. 90 kg st. klasyczny (Saloniki)
  - 1992: 3. miejsce w kat. 90 kg st. klasyczny (Besançon)

- National Collegiate Athletic Association
  - 1990, 1991, 1992: NCAA Division I All-American
  - 1990: NCAA Division I - 6. miejsce w kat. 86,4 kg
  - 1991: NCAA Division I - 2. miejsce w kat. 86,4 kg
  - 1992: NCAA Division I - 2. miejsce w kat. 86,4 kg

Mieszane sztuki walki:
- 1997: UFC 13 - 1. miejsce w turnieju wagi ciężkiej
- 1997-1998: Mistrz UFC w wadze ciężkiej
- 2000−2002: Mistrz UFC w wadze ciężkiej
- 2001: RINGS King of Kings - finalista turnieju
- 2003: Tymczasowy mistrz UFC w wadze półciężkiej
- 2003–2004: Mistrz UFC w wadze półciężkiej
- 2004–2005: Mistrz UFC w wadze półciężkiej
- 2007–2008: Mistrz UFC w wadze ciężkiej
- Członek Galerii Sławy UFC

## Filmografia
| Rok       | Film                                         | Rola                 | Uwagi |
| --------- | -------------------------------------------- | -------------------- | --- |
| 2003      | Od kołyski aż po grób (Cradle 2 the Grave)   | zawodnik             | |
| 2005      | No Rules                                     | Mason                | |
| 2005      | Prowokacja (Today You Die)                   | ochroniarz Vincenta  | Direct-to-video                                                                                            |
| 2006      | Vince niepokonany (Invincible)               | zawodnik 'Toruci'    | |
| 2006      | Diabli nadali (The King of Queens)           | kierowca Priority    | odcinek "Fight Schlub" (gościnnie)                                                                         |
| 2007      | Wielki Stach (Big Stan)                      | Carnahan             | |
| 2007      | Jednostka (The Unit)                         | sierżant Strickland  | odcinki "Paradise Lost", "M.P.s" (gościnnie)                                                               |
| 2008      | Mistrz (Redbelt)                             | Dylan Flynn          | |
| 2008      | Król Skorpion 2: Narodziny wojownika         | Sargon               | Direct-to-video                                                                                            |
| 2010      | Niezniszczalni (The Expendables)             | Toll Road            | |
| 2011      | Mokra robota (Setup)                         | Petey                | |
| 2012      | Hijacked. Uprowadzenie (Hijacked)            | Paul Ross            | |
| 2012      | Niezniszczalni 2 (The Expendables 2)         | Toll Road            | |
| 2013      | Geezers!                                     | Randy                | |
| 2013      | Pod przykryciem (Ambushed)                   | Jack Reiley          | Direct-to-video                                                                                            |
| 2014      | Niezniszczalni 3 (The Expendables 3)         | Toll Road            | |
| 2014      | Stretch                                      | Jovi                 | Direct-to-video                                                                                            |
| 2015      | "Whose Line Is It Anyway?"                   | jako on sam          | program tv                                                                                                 |
| 2015–2017 | Hawaii Five-0                                | Jason Duclair        | odcinki "Nanahu", "Lehu a Lehu", "Ka Pono Ku'oko'a", "A'ole e 'olelo mai ana ke ahi ua ana ia" (gościnnie) |
| 2016      | Hell’s Kitchen                               | jako on sam          | program tv                                                                                                 |
| 2016      | Range 15                                     | jako on sam          | |
| 2016      | Nine Legends                                 | jako on sam          | film dokumentalny                                                                                          |
| 2018      | Studenckie życie (The Row)                   | detektyw Cole        | |
| 2018      | Okrutni jajcarze (Impractical Jokers)        | jako on sam          | program tv                                                                                                 |
| 2018–2019 | Gracze (Ballers)                             | w roli samego siebie | |
| 2019      | The Hard Way                                 | Toro/Briggs          | |
| 2022      | Kontratak (Blowback)                         | Jack                 | |
| 2023      | Agenci NCIS: Los Angeles (NCIS: Los Angeles) | agent Bill Newsome   | odcinek "New Beginnings" (gościnnie)                                                                       |
| 2023      | Niezniszczalni 4 (Expend4bles)               | Toll Road            | |
| 2023      | Outlaw Johnny Black                          | Bill Basset          | |
| 2023      | The Bell Keeper                              | Hank                 | |